# Đại Trung Đông

Định nghĩa về Trung Đông trong Đông phương học
Đại Trung Đông (Khu vực có chung văn hóa đang trải qua sự tái cấu trúc chính trị lớn)
Các khu vực đôi khi được liên hệ với Trung Đông (Những mối liên hệ chung về xã hội - văn hóa)

Đại Trung Đông, đôi khi còn gọi "Trung Đông mới", hay "Dự án Đại Trung Đông". là một thuật ngữ chính trị biểu thị một loạt các quốc gia kết nối liên tục kế nhau. Khu vực này trải dài từ phía tây Maroc đến rìa phía tây của Trung Quốc ở phía đông. Đôi khi khu vực này cũng bao gồm Nam Kavkaz và Trung Á.

## Các quốc gia và vùng lãnh thổ của Đại Trung Đông
- Afghanistan
- Algeria
- Bahrain
- Djibouti
- Ai Cập
- Iran
- Iraq
- Israel
- Jordan
- Kuwait
- Liban
- Libya
- Mauritania
- Morocco
- Oman
- Pakistan
- Palestine
- Qatar
- Ả Rập Saudi
- Somalia
- Somaliland
- Sudan
- Syria
- Tunisia
- Thổ Nhĩ Kỳ
- Western Sahara Cộng hòa Dân chủ Ả Rập Xarauy
- Các Tiểu vương quốc Ả Rập Thống nhất
- Yemen

## Các nước đôi khi sáp nhập vào khái niệm Đại Trung Đông
- Armenia
- Azerbaijan
- Cộng hòa Síp
- Gruzia
- Kazakhstan
- Kyrgyzstan
- Tajikistan
- Turkmenistan
- Uzbekistan

Nguồn: "Cuộc chiến của Hoa Kỳ trong Đại Trung Đông, Andrew Bacevich (2016)"

## Sự hình thành "Đề án Đại Trung Đông"
Năm 1957, tổng thống Mỹ Dwight Eisenhower đã đệ trình Hội đồng an ninh quốc gia Mỹ "Đề án về Trung Đông" nhằm lấp đầy khoảng trống chiến lược ở vùng này, ngăn chặn Liên Xô "nhảy vào" sau khi Anh và Pháp rút khỏi các thuộc địa ở đây và trao trả độc lập cho hơn 10 quốc gia Hồi giáo trong khu vực. Năm 1970, một năm trước khi tuyên bố xóa bỏ chế độ "bản vị vàng" của đồng Dollar Mỹ và chuyển sang sử dụng "bản vị dầu mỏ", tổng thống Mỹ Richard Nixon đã đề xuất một "Đề án thứ hai về Trung Đông" trên cơ sở "Học thuyết Guam" (cũng gọi là "Học thuyết Nixon") nhàm "Trung Đông hóa" vùng này tương tự như "Chiến lược Việt Nam hóa chiến tranh" nhằm giảm sự hiện diện của quân đội Mỹ tại đây nhưng vẫn bảo đảm sự khống chế của Mỹ đối với vùng dầu mỏ quan trọng bậc nhất thế giới này.
Năm 1980, tổng thống Mỹ Jimmy Carter tiếp tục đề xuất "Đề án Trung Đông thứ ba" nhằm tranh giành ảnh hưởng với Liên Xô trong khu vực. Tiếp đó, năm 1987, tổng thống Mỹ Ronald Reagan cũng có "Đề án Trung Đông thứ tư" nhằm thiết lập sự gắn kết các vùng lợi ích trọng điểm chiến lược của Mỹ vắt ngang qua Châu Phi và Châu Á. Đến năm 1996, nhóm nghị sĩ "Tân bảo thủ" tại Hạ nghị viện Mỹ đã đệ trình tổng thống William Clinton "Chiến lược Đại Trung Đông" trên cơ sở 4 đề án về Trung Đông đã được hình thành từ năm 1957 đến năm 1987 nhằm phát huy lợi thế của Mỹ sau khi Liên Xô và khối XHCN Đông Âu sụp đổ.
Sau vụ khủng bố ngày 11-9-2001 nhằm vào Tòa tháp đôi WTC ở New York và Lầu Năm Góc ở Washington DC, tổng thống Mỹ Gẻoge W. Bush ban hành văn kiện "Chiến lược an ninh quốc gia của Mỹ - Phân tích sau sự kiện 11-9-2001" đặt mục tiêu thay đổi hiện trang chính trị-xã hội ở 24 quốc gia từ Marocco đến Afghanistan, đặt cơ sở cho việc thiết lập quyền kiểm soát của Mỹ đối với toàn bộ lục địa Á-Âu và Bắc Phi. Nội dung cơ bản của "Đề án Đại Trung Đông" được tổng thống Mỹ George W. Bush trình bày tại "Quỹ quốc gia hỗ trợ dân chủ" (National Endowment of Democracy - NED) ngày 6-11-2003.